# Sasha Walleczek
Sasha Walleczek, eigentlich Alexandra Katharina Walleczek (* 1968 in Kitzbühel) ist eine österreichische Moderatorin, Autorin und Ernährungsberaterin.

## Leben
Walleczek studierte Betriebswirtschaft an der Wirtschaftsuniversität Wien. Ihr Diplom zur Ernährungstherapeutin erhielt sie nach einer 3-jährigen Ausbildung zum „Nutritional Therapist“ am „Institute for Optimum Nutrition“ in London, wo sie danach unterrichtete.

Seit 2006 moderiert sie die Sendungen Du bist, was du isst, Sasha Walleczek isst anders!, Österreich isst besser und Österreich isst besser – Teenager im Camp beim österreichischen Privatfernsehsender ATV.

## Werke
- Die Walleczek-Methode – Ohne Diät zum Wunschgewicht. 2007, Ueberreuter Verlag.
- Die Walleczek-Methode: Das Kochbuch. 2008, Ueberreuter Verlag.
- Die Walleczek-Methode für Ihr Kind – Richtig essen leicht gemacht. 2009, Ueberreuter Verlag.
- Die Walleczek-Methode – Das 4 Wochen Programm Frühjahr/Sommer. Audio-CD, 2010, Universal Music. (AT: Gold)[3]
- Schlank und fit durch den Herbst und Winter. Audio-CD, 2010, Universal Music.
- Schlank mit der Faustformel: Der 4 Wochen Power-Plan. 2010, Gräfe und Unzer.
- einfach besser essen. Besser für die Umwelt, dein Konto und dich! 2021, VG Verlag Gumpendorf[4]

## Auszeichnungen
- 1. Platz in der Kategorie Bestes Sachbuch (2008)
- 1. Platz in der Kategorie Bestes Sachbuch (2009)
- 1. Platz in der Kategorie Bestes Kochbuch (2009)
- 3. Platz in der Kategorie Autorin des Jahres (2009)